# امین جهان‌کهن
امین جهان‌کهن (زادهٔ ۱۶ اسفند ۱۳۷۱ در اهواز) بازیکن فوتبال اهل ایران است که در پست هافبک میانی برای باشگاه فوتبال آلومینیوم اراک در لیگ برتر خلیج فارس بازی می‌کند.